# كليبر (إيران)
كليبر (بالفارسية: کلیبر) هي مدينة تقع في إيران في البلدة المركزية. يقدر عدد سكانها بـ 9,030 نسمة .